# إدوارد ر. هايز
إدوارد ر. هايز (بالإنجليزية: Edward R. Hays)‏ هو محامي وسياسي أمريكي، ولد في 26 مايو 1847 في الولايات المتحدة، وتوفي في 28 فبراير 1896 في الولايات المتحدة. حزبياً، نشط في الحزب الجمهوري. وقد انتخب عضو مجلس النواب الأمريكي.